# Йохан Ернст (Вид)
Йохан Ернст фон Вид-Рункел (на немски: Johann von Wied-Runkel; * 1 май 1623; † 7 юли 1664, Щетин) е немски военен и дворцов служител, граф на Вид-Рункел (1653 – 1664).

## Биография
Той е четвъртият син на граф Херман II фон Вид (1581 – 1631) и съпругата му графиня Юлиана Доротея фон Золмс-Хоензолмс (1592 – 1649), дъщеря на граф Херман Адолф фон Золмс-Хоензолмс (1545 – 1613) и Анна София фон Мансфелд-Хинтерорт (1562 – 1601). Брат е на Фридрих III (1618 – 1698), Мориц Христиан (1620 – 1653) и на Херман (1621 – 1651).
Йохан Ернст служи в двора на ландграф Йохан фон Хесен-Браубах. С братът на майка му граф Филип Райнхард I фон Золмс-Хоензолмс той става член на литературното общество „Fruchtbringenden Gesellschaft“.
През 1653 г. той наследява брат си Мориц Христиан фон Вид-Рункел. През повечето време той прекарва в големите собствености на съпругата му в Померания.
Умира на 41 години на 7 юли 1664 г. в Щетин. Наследен е от синът му Лудвиг Фридрих.

## Фамилия
Йохан Ернст се жени на 1 май 1652 г. за графиня Хедвиг Елеонора фон Еверщайн-Наугард (* 1 май 1623; † 5 януари 1679, Щетин), единствената дъщеря на граф Лудвиг Христоф фон Еверщайн-Наугард (1593 – 1663) и Магдалена фон Фаренсбах († 1642). Те имат децата:
- Лудвиг Фридрих фон Вид (1656 – 1709), граф на Вид-Рункел, женен I. на 10 септември 1675 г. за графиня Салома София Урсула фон Мандершайд-Бланкенхайм (1659 – 1678), II. на 13 юни 1679 г. за графиня Доротея Амалия фон Насау-Идщайн (1661 – 1714), няма деца
- Юлиана Маргарета (1657 – 1657)
- Вилхелм Лудвиг